# USS Kidd (DDG-100)
USS Kidd (DDG-100) — ескадрений міноносець КРО типу «Арлі Берк» ВМС США, серії IIa з 127/62-мм АУ. П'ятдесятий корабель цього типу в складі ВМС, будівництво яких було схвалено Конгресом США.

## Назва
Корабель отримав назву на честь контр-адмірала Ісаака К. Кідда, який перебував на борту корабля USS «Arizona» (BB-39) під час нападу на Перл-Харбор і став першим офіцером США, який загинув у Другій світовій війні. Є третім кораблем з такою назвою в складі ВМС США.

## Будівництво
Був побудований на суднобудівній верфі Ingalls Shipbuilding, розташованої в Паскагула, штат Міссісіпі.
Контракт на будівництво було отримано 6 березня 1998 року. Закладено 29 квітня 2004 року. 22 січня 2005 року відбулася церемонія хрещення і спуску на воду. Хрещеними корабля стали Регіна Кідд Вольбаршт і Мері Кідд Плюмерія, внучки адмірала Кідда, в честь якого був названий корабель. Під час урагану «Катріна» 2005 року одержав пошкодження, які зажадали ремонт в сухому доці. Повторний спуск на воду відбувся 3 квітня 2006 року. Введено в дію 09 червня 2007 року в Галвестоні, штат Техас. 19 липня прибув в порт приписки Сан-Дієго, штат Каліфорнія. З 21 листопада 2016 року портом приписки стала військово-морська база Еверетт, штат Вашингтон.

## Бойова служба
17 січня 2009 року залишив порт приписки для свого першого розгортання в зоні відповідальності 5-го і 7-го флоту США, з якого повернувся 16 червня.
4 лютого 2011 року залишив порт приписки для здійснення операцій біля узбережжя Каліфорнії в складі ударної групи авіаносця USS «John C. Stennis» (CVN-74). 29 липня покинув порт приписки Сан-Дієго для запланованого розгортання в західній частині Тихого океану і на Близькому Сході, з якого повернувся 27 лютого 2012 року.
8 серпня 2012 року розпочав проходити тримісячний плановий ремонт на корабельні Huntington Ingalls Industries Continental Maritime в Сан-Дієго.
7 січня 2014 року залишив порт приписки Сан-Дієго для запланованого розгортання в західній частині Тихого океану, з якого повернувся 21 серпня. 10 березня 2014 року корабель приєднався до пошуку рейсу 370 авіакомпанії Malaysia Airlines через два дні після зникнення безвісти над Південно-Китайським морем . Kidd був другим кораблем ВМС, який був розгорнутий у пошуках. Він приєднався до USS  Pinckney, а також до понад 40 інших кораблів та 32 літаків з Малайзії, Австралії, Китаю, Індії, Таїланду, Індонезії, Сінгапуру, Тайваню, В'єтнаму, Нової Зеландії та Філіппін, які брали участь у пошуку та порятунку.
4 червня 2015 року компанія BAE Systems отримала контракт вартістю 36,6 млн доларів США на проведення ремонту, який був завершений в квітня 2016 року на корабельні в Сан-Дієго. 2 липня прибув в сухий док компанії BAE Systems.
27 травня 2016 року повернувся до порт приписки після завершення ремонту. 21 листопада прибув до нового порту приписки на військово-морську базу Еверетт (штат Вашингтон), завершивши тижневий перехід з Сан-Дієго.
1 червня 2017 року залишив порт приписки для запланованого розгортання в складі ударної групи авіаносця USS «Nimitz» (CVN-68) в зоні відповідальності 5-го і 7-го флоту США. 21 червня прибув в зону відповідальності 7-го флоту США. Взяв участь у морській фазі тристоронніх навчань «Malabar 2017», яке проходило з 13 по 17 липня в Бенгальській затоці. 25 жовтня прибув в зону відповідальності 7-го флоту США, завершивши тримісячне розгортання в зоні відповідальності 5-го флоту США. 28 жовтня прибув з візитом в порт Коломбо, Шрі-Ланка. 10 грудня повернувся в порт приписки.
27 серпня 2021 року разом з куттером берегової охорони США USCGC Munro (WMSL-755) здійснив плановий транзит Тайванської протоки через міжнародні води відповідно до міжнародного права. Транзит кораблів через Тайванську протоку демонструє прихильність США вільному та відкритому судноплавству в Індо-Тихоокеанському регіоні.

## Пандемія COVID-19
27 квітня 2020 року ВМС США повідомили, що щонайменше у 47 моряків на борту есмінця USS Kid виявлено захворювання COVID-19. Есмінець був задіяний в операції по боротьбі з постачанням наркотиків з Центральної Америки. У зв'язку зі спалахом коронавіруса на допомогу есмінцю, який знаходився біля берегів Мексики, був терміново направлений універсальний десантний корабель USS Makin Island з медичною бригадою.
"45% членів команди USS Kidd (DDG 100) вже протестовано на COVID-19, 47 дали позитивний результат, — говорилося в повідомленні ВМС США. — Двоє моряків були евакуйовані в США. Ще 15 моряків переведено на корабель USS Makin Island (LHD 8) для спостереження. Жоден з них не перебуває у палаті інтенсивної терапії або на апараті ШВЛ ".
У зв'язку з спалахом COVID-19 на борту USS Kidd командування ВМС США вирішило направити його на найближчу військово-морську базу Тихоокеанського флоту — в Сан-Дієго. Корабель йшов на базу з максимальною швидкістю більше 30 вузлів на годину.
Есмінець USS Kidd став другим американським кораблем, потерпілим від спалаху COVID-19 в той час, коли він знаходився в морі.
Спалах захворювання був раніше зафіксований на атомному авіаносці USS Theodore Roosevelt.

## Цікаве
Есмінець USS Kidd - єдиний надводний корабель ВМС США, якому дозволено плавати під Веселим Роджером (традиція з 1943)